# Casa de Ranquines
A Casa de Ranquines, ou também chamada Associação Católica São Vicente de Paulo, é um Instituto de Vida Religiosa Consagrada da Igreja Católica, fundada na cidade de Maceió, em Alagoas, por Frei José Maria em 25 de dezembro de 2005. O Instituto é caracterizado pela profissão dos conselhos evangélicos e pelo voto de alegria no serviço aos pobres. Possuindo a espiritualidade vicentina, é eleito como pai seráfico da instituição São Vicente de Paulo.
A instituição foi homenageada em diversos setores sociais, recebendo o Prêmio Nacional CNAS pelos trabalhos realizados com imigrantes indígenas provenientes da Venezuela, além de títulos de benemerência na Câmara de Vereadores de Maceió.
Atualmente, o Palácio dos Pobres e a Casa de Passagem São Vicente de Paulo, administrados pela Casa de Ranquines, são os maiores centros de acolhimento para moradores em situação de rua do Nordeste. Os dois centros de acolhimento possuem a capacidade para até 400 pessoas.